# Carta dei diritti e dei doveri economici degli stati
La Carta dei diritti e doveri economici degli Stati è un documento approvato in sede Onu dall'Assemblea generale delle Nazioni Unite il 12 dicembre 1974 con 120 voti favorevoli, 6 contrari e 10 astenuti.
La Carta puntava a creare un nuovo sistema economico internazionale basato sulla giustizia ed equità delle ragioni di scambio, sulla non reciprocità e quindi sulle relazioni preferenziali a favore dei paesi in via di sviluppo, sulla cooperazione internazionale e basato sul concetto della disuguaglianza compensatrice.